# Entalimorpha
Sous-ordre
Synonymes
- Siphonodentalioidea Palmer, 1974
- Siphonopoda G.O. Sars, 1878.
- incl. Steiner, 1992
- ordre Gadilida Starobogatov, 1982 (préféré par BioLib)

Les Entalimorpha sont un sous-ordre de mollusques scaphopodes. Les membres de ce sous-ordre se caractérisent par une coquille portant des côtes et par un rachis lisse dans la radula.

## Synonymes
- Siphonodentalioidea Palmer, 1974[1]
- Siphonopoda G.O. Sars, 1878.[1]
- incl. Steiner, 1992[1]
- ordre Gadilida Starobogatov, 1982 (préféré par BioLib)[1]

## Liste des familles
Selon World Register of Marine Species (25 novembre 2018) :
- famille Entalinidae Chistikov, 1979